# شن جون (کماندار)
شن جون (انگلیسی: Shen Jun؛ زادهٔ ۲۷ ژوئن ۱۹۷۲)  کماندار اهل چین بود. وی در بازی‌های المپیک تابستانی ۱۹۹۶ شرکت کرده‌است.